# بروبيلين
البروبيلين (والذي يعرف أيضا البروبين طبقا لتسمية IUPAC) هو مركب عضوي له الصيغة الكيميائية C3H6. هو ثاني أصغر عضو في مجموعة الألكينات الهيدروكربونية، ويمثل الإثين أصغرها. وفي درجة حرارة الغرفة، والضغط العادي، يكون البروبيلين في الحالة الغازية. وهو عديم اللون، قابل للاشتعال بسرعة، وله رائحة تشبه الثوم. وهو يتواجد في غاز الفحم ويمكن تصنيعه بواسطة تكسير النفط. كما أن البروبيلين من أهم عناصر صناعة البتروكيماويات. والاستخدام الرئيسي للبروبيلين كمونومر، غالبا لصناعة البولي بروبيلين.